# Castelo de Malahide

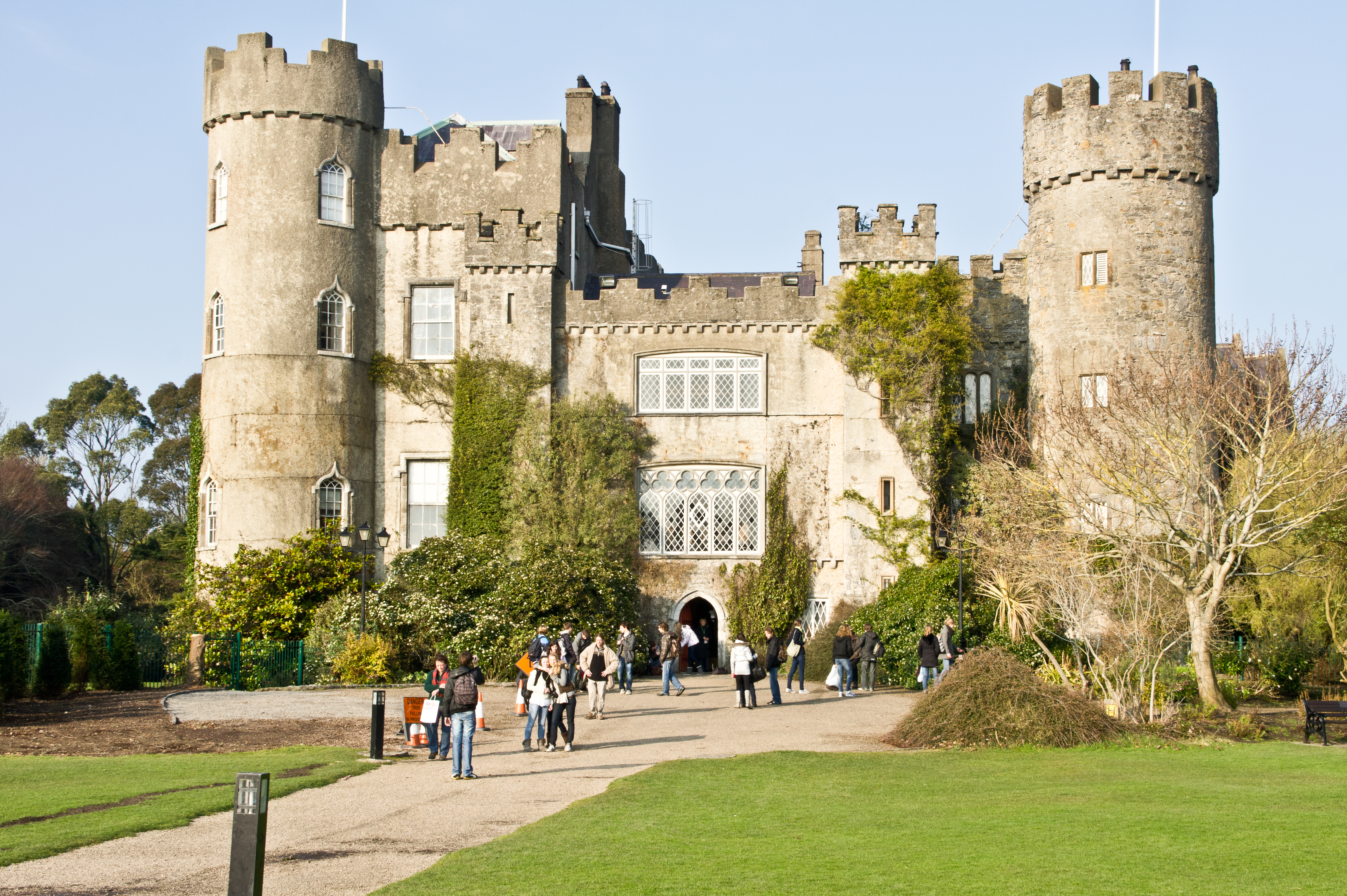
Uma vista do castelo de Malahide.

O Castelo de Malahide é um castelo localizado em Malahide, um vilarejo irlandês próximo à Dublin. O castelo está situado em um parque regional com 1,1 km² de área.
A propriedade teve início em 1185, quando Richard Talbot, um cavaleiro que acompanhou Henrique II à Irlanda em 1174, foi beneficiado com as "terras e porto de Malahide". As partes mais velhas do castelo datam do século XII, quando serviu de residência à família Talbot por 791 anos, de 1185 até 1976, sendo a única exceção o período de 1649-1660, quando Oliver Cromwell agraciou Miles Corbet após a conquista Cromweliana da Irlanda. O edifício foi notavelmente ampliado durante o reino de Eduardo IV, e as torres foram adicionadas em 1765.
Atualmente é aberto para visitação e pode ser acessado pela Malahide Road.

## Fotos

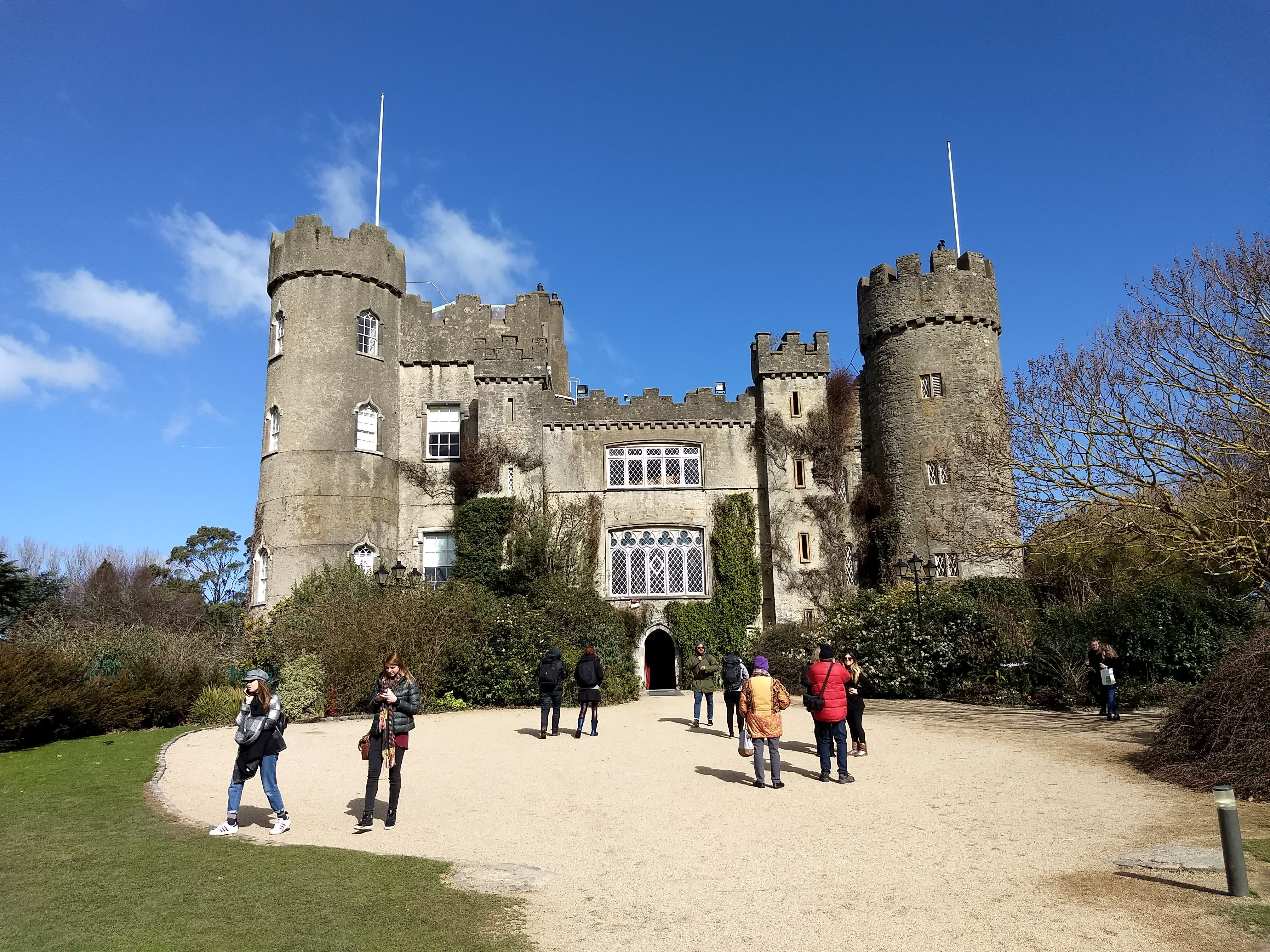
Visão frontal do castelo de Malahide

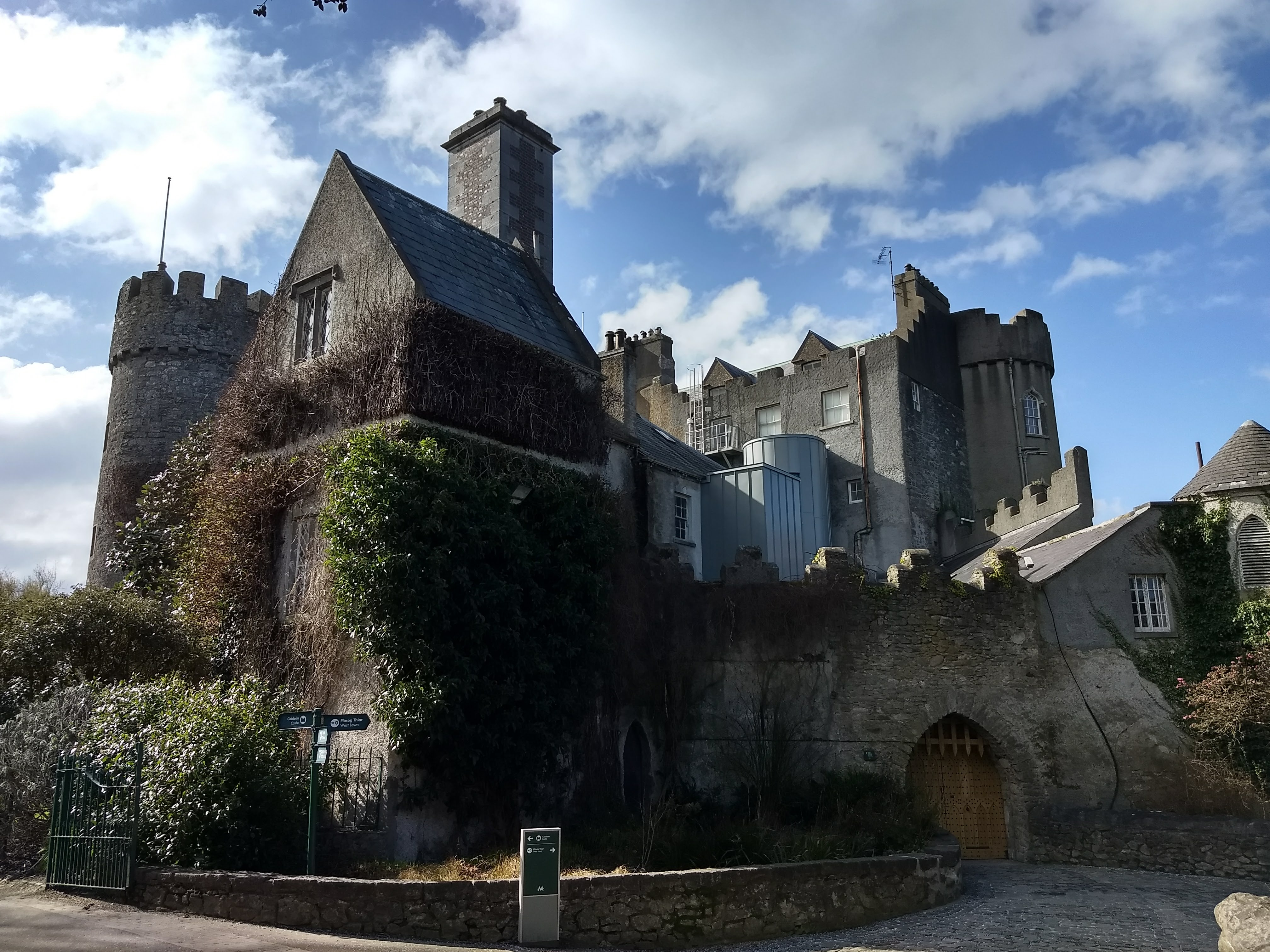
Visão de trás do castelo de Malahide

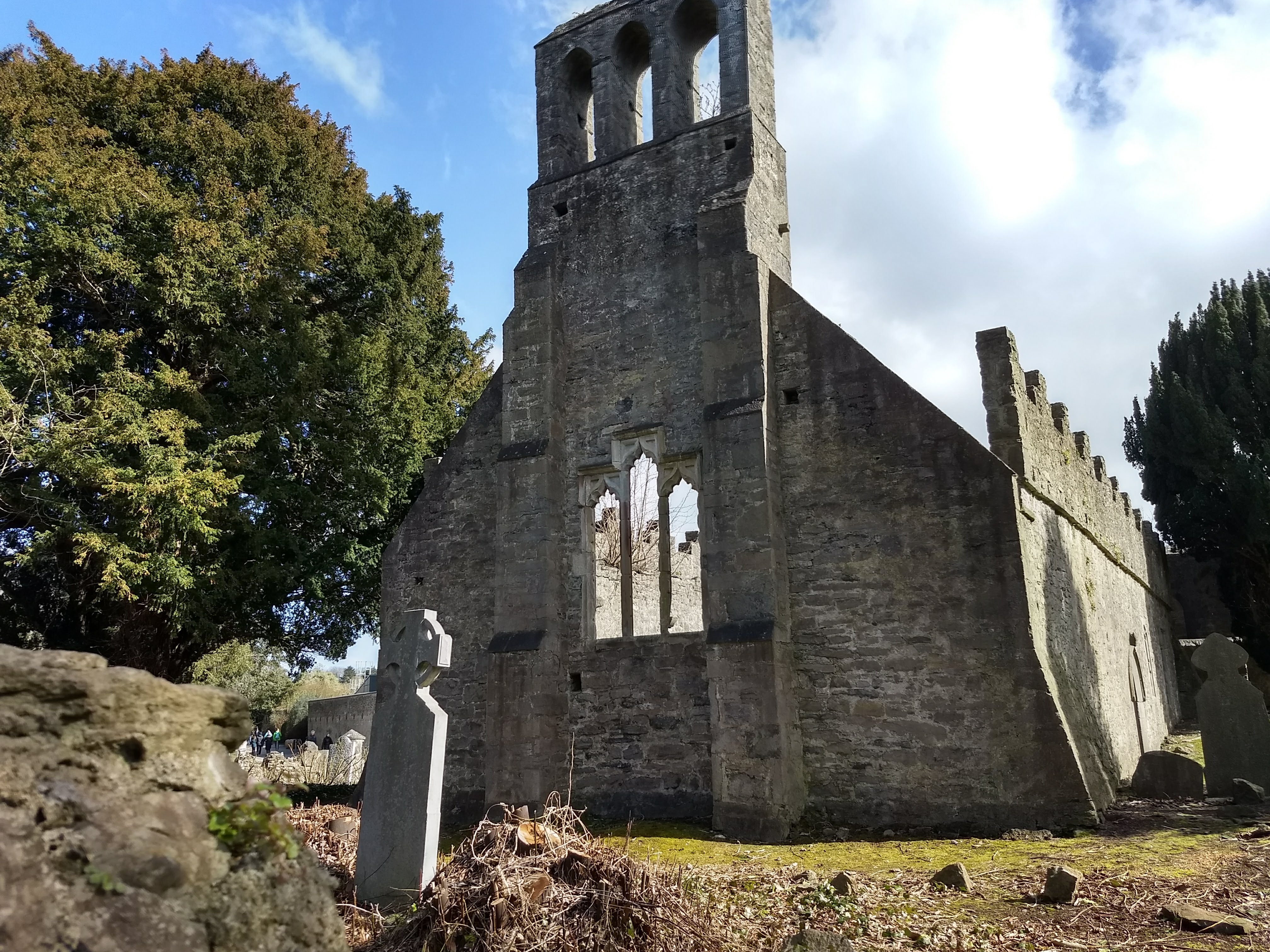
Cemitério do castelo de Malahide

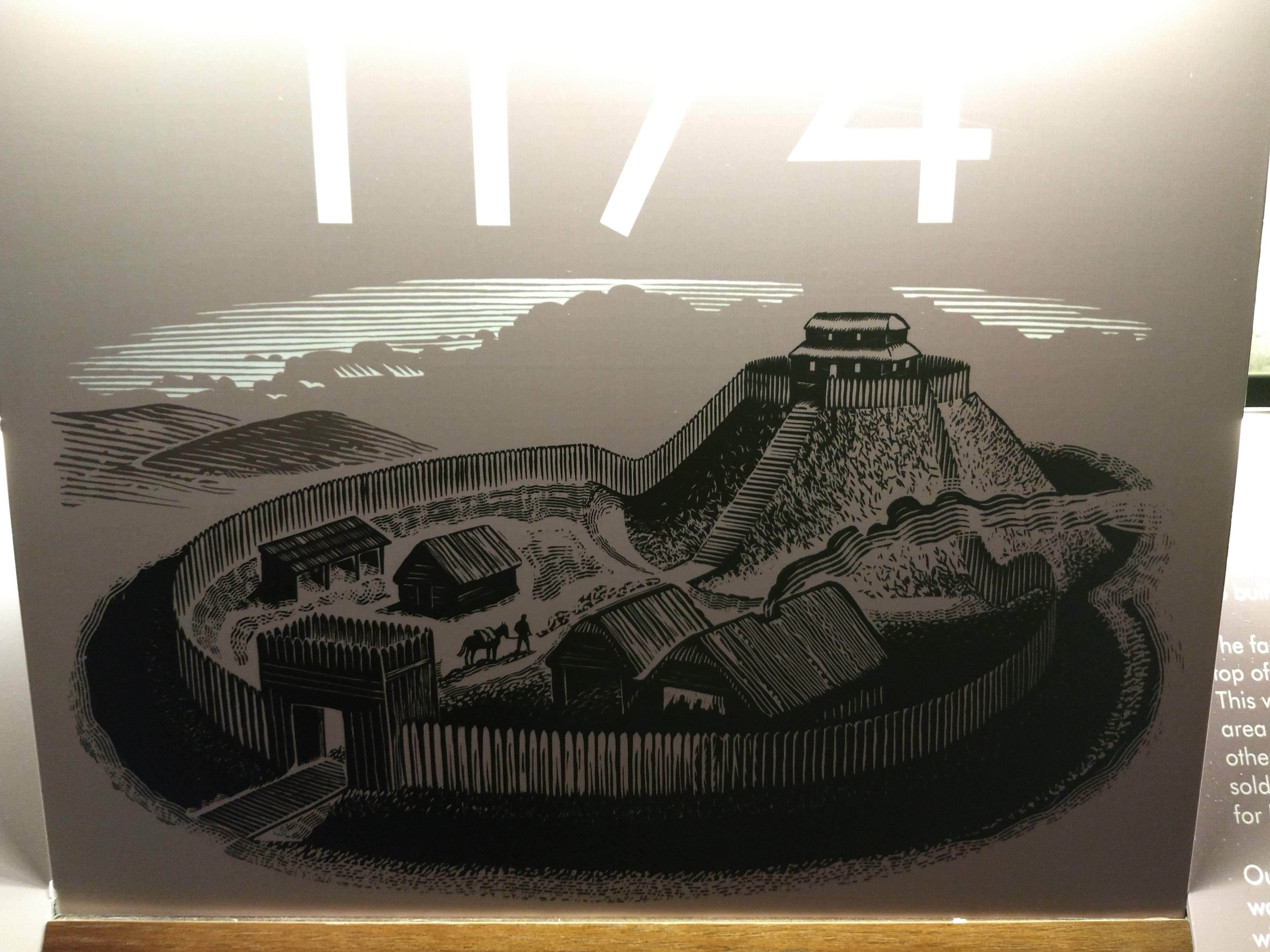
Representação do castelo no seus primórdios